# Ranca, Pesnica
Ranca este o localitate din comuna Pesnica, Slovenia, cu o populație de 237 de locuitori.